# Karin Praxmarer
Karin Praxmarer (nascida Kusatz, 9 de julho de 1944 - 10 de dezembro de 2021) foi uma política austríaca. Membro do Partido da Liberdade da Áustria, serviu no Conselho Nacional de 1986 a 1996 e novamente em 1999.